# Ekenis
Ekenis (Deens: Egenæs) is een dorp in de Duitse gemeente Boren in de deelstaat Sleeswijk-Holstein. Het dorp ligt aan de Schlei en was tot 1 maart 2013 een zelfstandige gemeente in het Amt Süderbrarup.